# 永田亮一
永田 亮一（ながた りょういち、1911年9月26日 - 1997年1月13日）は、日本の政治家。衆議院議員。

## 来歴・人物
兵庫県三原郡倭文村（現南あわじ市倭文長田）に東京市長などを務めた永田秀次郎の長男として生まれる。1935年慶應義塾大学経済学部卒業。
王子製紙勤務等を経て、1952年の総選挙で旧兵庫2区から衆議院議員選挙に出馬し、当選。以後、衆議院議員を通算10期務め、自由党→日本民主党→自由民主党に属した。外務政務次官・衆議院外務委員長などを歴任するが、大臣の経験はない。
岸信介と行動を共にし、岸派の分裂と共に藤山派に参加。更に水田派から田中派に所属を変えるが、同じ淡路島を地盤とする原健三郎が船田派から中曽根派に転籍すると政治力に圧倒され末期には当落を繰り返した。1983年の総選挙で落選し、政界を退く。
長男は兵庫県議会議員の永田秀一。同じ兵庫県議の北川泰寿は孫にあたる。
1997年1月13日死去。享年85。